# キャスリーン・アントネッリ
キー・アントネッリ (Kay Antonelli) ことキャスリーン・マクナルティ・モークリー・アントネッリ（Kathleen McNulty Mauchly Antonelli、1921年2月12日 - 2006年4月20日）は、アイルランド系アメリカ人のプログラマであり、世界初の汎用電子デジタルコンピュータの1つであるENIACの6人のオリジナルのプログラマの1人である。

## 幼年期と教育

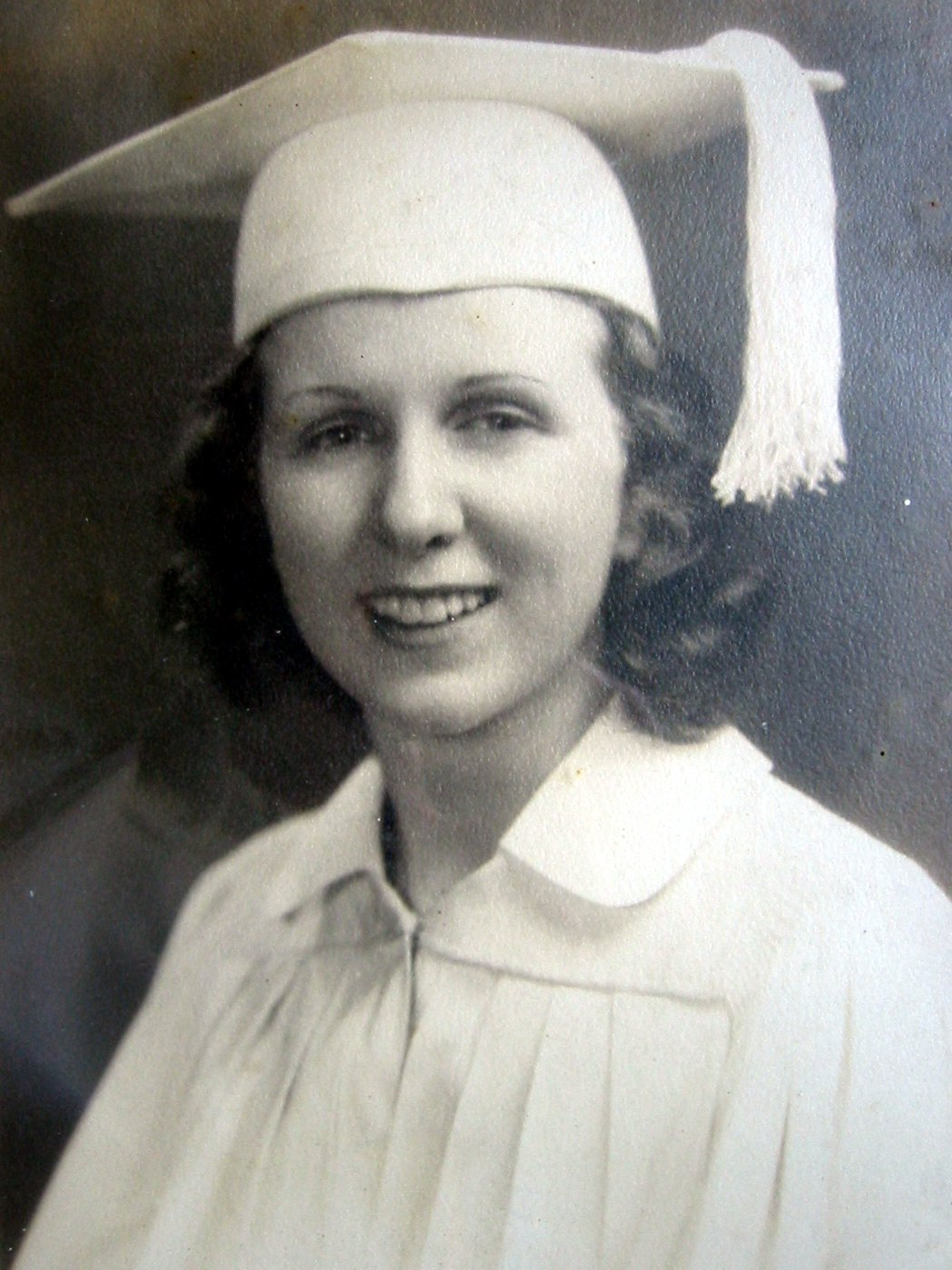
高校卒業時のキー・マクナルティ（1938年）

彼女は、アイルランド独立戦争中の1921年2月12日に、アイルランド・ドネゴール県のゲールタハト地域（アイルランド語が主に話される地域）にあるクリーズラフの一部であるフェイモアでキャスリーン・リタ・マクナルティ (Kathleen Rita McNulty) として生まれた。父親でアイルランド共和軍訓練士官のジェームズ・マクナルティは、彼女が生まれた夜に拘束され、その後2年間デリー刑務所に投獄された。父親の釈放後、家族は1924年10月にアメリカ合衆国に移住し、ジェームズが石工としての仕事を見つけたペンシルベニア州フィラデルフィアのチェスナットヒルに定住した。当時、彼女は英語を話すことができず、アイルランド語しか話せなかった。彼女は生涯アイルランドでの祈りの言葉を覚えていた。
高校卒業後、チェスナット・ヒル女子大学に入学した。在学中に、球面三角法、微分計算、射影幾何学、偏微分方程式、統計など、提供される全ての数学のコースを取得した。彼女は1942年6月に数学の学位を取得して卒業した。同学年に92人在籍していたが、数学を専攻したのは数人だった。
大学3年生のとき、数学の分野で働きたいが学校の教師にはなりたくなかったので、数学に関連する仕事を探していた。保険会社の保険数理士になるためには修士号が必要となることから、ビジネスに関する知識を身に着けていれば雇ってもらえやすいと思って、会計、お金と銀行、ビジネス法、経済学、統計など、在学中にできる限り多くのビジネスコースを受講した。

## 計算手としてのキャリア

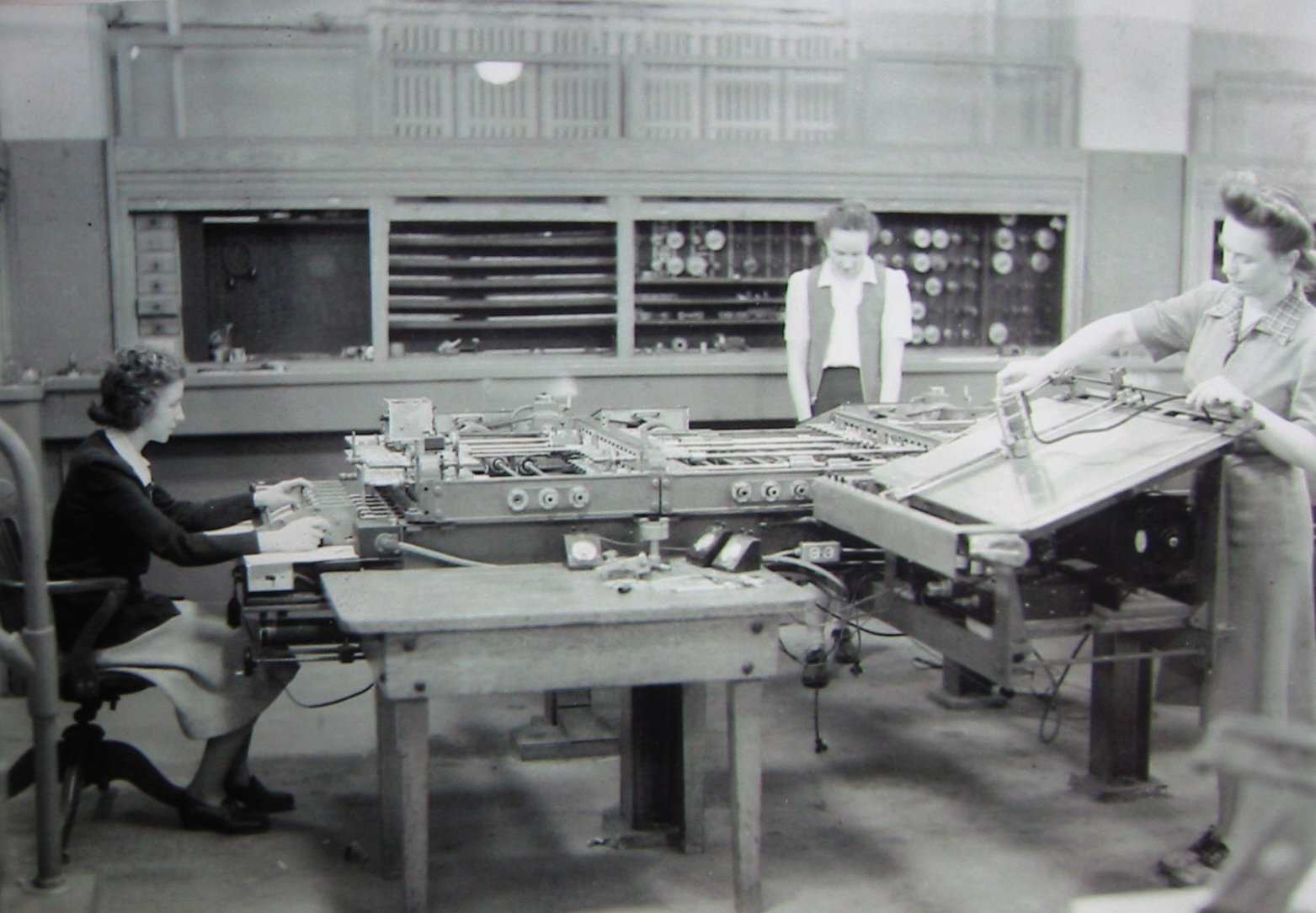
ムーア・スクールの地下で微分解析機を操作するキー・マクナルティ、Alyse Snyder、Sis Stump。（1942年から1945年頃）

卒業してから1、2週間後、彼女は『フィラデルフィア・インクワイアラー』紙で数学の学位を持つ女性を対象とする国家公務員の求人広告を見た。第二次世界大戦中、アメリカ陸軍は、弾道研究所(BRL)において弾道やミサイルの軌道を計算するための計算手として女性を雇用していた。BRLはメリーランド州アバディーンのアバディーン性能試験場に設立された研究所で、職員はアバディーン性能試験場のほかペンシルバニア大学ムーア・スクール（電気工学部）からも来ていた。
彼女はすぐに、大学でともに数学を学んだ友人であるフランシス・バイラスとジョセフィン・ベンソンにこの広告について電話した。ベンソンは都合がつかなかったので、アントネッリとバイラスは、1942年6月のある朝、フィラデルフィアのサウス・ブロード・ストリートのビルで面接を受けた。1週間後、2人は準専門職の公務員（給与等級SP-4）の計算手として雇用された。初任給は年間1620ドルだった。アントネッリは、給与について「当時としては非常に良かった」と述べている。彼女らは、ムーア・スクールに勤務するよう辞令を受けた。彼女らの仕事は、主に機械式卓上計算機と非常に大きな円柱状のシートを使用して、射表に記載するための弾道軌道を計算することだった。給与は低かったが、2人とも、それまでに受けた教育を活かせ、戦争遂行に貢献できる職につけたことに満足した。
彼女の雇用文書に印刷されている公務員としての肩書は"computer"（計算手）だった。アントネッリとバイラスは、他の約10人の女性たち（女性計算手(female computers)と呼ばれた）と、アバディーン試験場からムーア・スクールに派遣されて来た4人の男性とともに働き始めた。アントネッリとバイラスは、ムーア・スクールのかつては教室だった大きな部屋で仕事を行った。この部屋は、1946年12月にENIACが構築され運用されることになる部屋である。
アントネッリとバイラスの数学の知識は、射表の軌道計算を行うには十分ではなかった。2人とも軌道計算に使用される数値積分法に不慣れであり、借りた教科書もほとんど役に立たなかった。最終的に2人は、作業監督のリラ・トッドに教わって、小数点以下10桁まで正確に計算手順を実行する方法を学んだ。この期間に合計約75人の女性計算手がムーア・スクールに採用され、その多くはアデル・ゴールドスタイン、メアリー・モークリー、ミルドレッド・クレイマーによる研修を受講していた。それぞれの砲ごとに、約1,800の軌道を持つ独自の射表が必要だった。1つの軌跡を計算するだけで、計算機で約30〜40時間の手作業が必要だった。
2、3か月後、アントネッリとバイラスは、ムーア・スクールの地下にある微分解析機を取り扱うようになった。微分解析機は、当時最大かつ最も洗練された機械式アナログ計算機であり、世界に6台しかなく、アメリカではムーア・スクールのものが唯一だった（他の5台はイギリスにあった）。微分解析機は戦争の期間中はペンシルベニア大学に貸し出されていた。アントネッリはさらに微分解析機による計算の作業監督に昇進した。微分解析機室のスタッフは週に6日働き、日曜日以外の公休日はクリスマスと独立記念日だけだった。

## ENIACプログラマとしてのキャリア

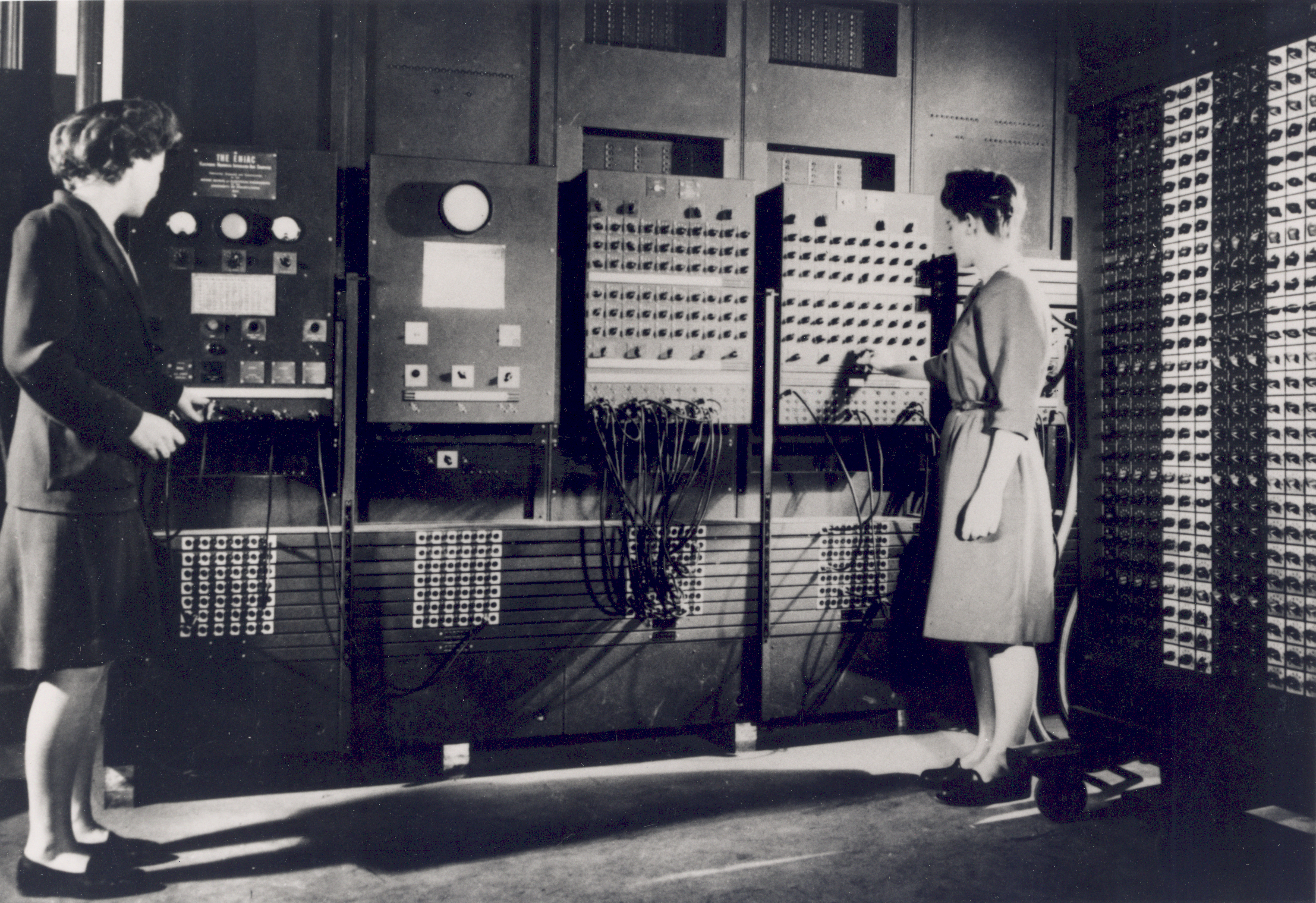
ENIACの制御盤を操作するプログラマのベティ・ジーン・ジェニングス（左）とフラン・バイラス（右）

ENIACは、1943年から1946年にかけて、計算手が手動でやっていたのと同じ弾道計算を実行する目的で開発された。1945年6月、アントネッリは、他の4人の女性計算手とともに、ENIACの最初のプログラマの1人に選ばれた。他の4人は、ベティ・スナイダー、マーリン・ウェスコフ、ルース・リターマン、ヘレン・グリーンマンである。グリーンマンが訓練のためにアバディーンに行くことを拒否し、その代替要員としてベティ・ジーン・ジェニングスが選ばれた。5人はアバディーン性能試験場で1945年6月から8月まで、ENIACの入出力装置として使用されるIBMのパンチカード装置の使用方法についての訓練を受けた。その後、アントネッリの大学の同級生であり計算手であったバイラスが、ムーア・スクールのENIACプログラマのチームに加わったが、彼女はアバディーンでの訓練は受けなかった。ENIACは弾道計算を約10秒で完了することができるが、プラグとスイッチを介してコンピュータに新しい問題をセットアップ（プログラミング）するのに1〜2日かかることがよくあった。各問題について、ENIACをプログラミングするために必要な一連の手順を決定するのは、コンピュータプログラマの責任だった。彼女たちはアーサー・バークスらENIACのエンジニアと相談して、早い段階でENIACのプログラミング方法を決定した。
ENIACのプログラミングには、サブルーチン、入れ子構造のループ、データの格納場所と処理のジャンプ先の間接アドレス指定が使用された。ENIACのプログラミング作業中に、アントネッリはサブルーチンを発明をした。軌道計算のための十分な容量がないという問題を解決するためのアイデアとしてアントネッリが提案したと、後に彼女の同僚であるジーン・ジェニングスが回想している。チームはこの機能の実装に協力した。
当初、ENIACは機密プロジェクトであったため、プログラマは部屋に入って実際の装置を見ることができず、隣接する部屋でプログラムを実行するための設計図を見ることしか許されなかった。ENIACのプログラミングでは、軌道計算に関係する微分方程式をENIACで許容される精度に離散化し、適切な電子回路に振り分けて並列計算した。各命令は1/5000秒以内に正しい場所に到達する必要がある。プログラマは紙の上でプログラムを作成してから、ENIACルームに入って装置を物理的にプログラムすることができた。
ENIACのプログラミングにかかる時間の大半は、システム全体の整合性を保証するテストプログラムのセットアップと実行で占められていた。問題を実行する前に、テストプログラムで全ての真空管や電気接続を検証する必要があった。
1947年半ばにENIACがアバディーンの弾道研究所に移された際、アントネッリも一緒に移動した。リターマンとバイラスもともに移動したが、他の3人はフィラデルフィアに残ることを希望した。

## その後
ENIACの共同開発者であるジョン・モークリーは、その後ムーア・スクールの教授を辞任して、プレスパー・エッカートとともに自身のコンピュータメーカーを設立した。モークリーの会社では、既にベティ・ジーン・ジェニングス（結婚してベティ・ジーン・バーティクとなっていた）とベティ・スナイダー（結婚してベティ・ホルバートンとなっていた）を雇用しており、アントネッリも勧誘したいと考えていた。しかし、モークリーの最初の妻が1946年9月の水難事故で亡くなり、その後1948年にモークリーはアントネッリと結婚した。アントネッリはアバディーンでの職を辞任し、夫婦はモークリーと前妻との間の子供2人と一緒に最初にペンシルベニア大学の近くに住んだ。モークリーとの間には5人の子供が生まれた。
その後彼女は、夫がハードウェアを設計したBINACやUNIVAC Iなどのソフトウェア設計に取り組んだ。ジョン・モークリーは、闘病の末に1980年に亡くなった。
彼女は1985年に写真家のセベロ・アントネッリと結婚した。セベロ・アントネッリは、パーキンソン病による長い闘病の末に1996年に亡くなった。
モークリーの死後、彼女はENIACに関わった人たちについての記事を執筆し、生涯の友人であったジーン・バーティクとともに講演を行い、記者や研究者とのインタビューに応じた。彼女は、1997年に他のオリジナルのENIACプログラマと共にWomen in Technology International(WITI)の女性技術者の殿堂入りを果たし、2002年にジョン・モークリーの全米発明家殿堂の殿堂入りの授賞式に参加した。
アントネッリは、2006年4月20日にペンシルベニア州ウィンドムアにおいて85歳で癌により亡くなった。

## 栄誉
ENIACの稼働中、アントネッリらプログラマは適切な評価がされなかった。戦時中の女性であることと仕事内容が軍事機密であることから、ENIACのプログラマについての情報は秘匿され、世間の目に触れることはなかった。
2010年、"Top Secret Rosies: The Female "Computers" of WWII"というドキュメンタリー映画が公開された。この映画では、6人の女性プログラマのうちの3人の詳細なインタビューを中心に、第二次世界大戦中に彼女たちが行った貢献に焦点を当てている。
2017年7月、アイルランドのダブリンシティ大学は、コンピュータセンターの名称をキャスリーン（キー）・マクナルティに因んで命名し、アントネッリの功績を讃えた。
2019年、アイルランド国立大学ゴールウェイ校のアイルランド・ハイエンド・コンピューティング・センター(ICHEC)が新しいスーパーコンピュータを設置する際、その名前が一般からの投票により選ばれた。植物学者のエレン・ハッチンズ、科学者・発明家のニコラス・カラン、地質学者のリチャード・カーワン、化学者のエヴァ・フィルビン、水文学者のフランシス・ボーフォートなどの著名人の候補の中で、キー・アントネッリの名が1位となり、キー(Kay)と命名された。